# 瓦爾迪茲-科爾多瓦人口普查區
瓦爾迪茲-科爾多瓦人口普查區（英語：Valdez-Cordova Census Area）是美國阿拉斯加州一個人口普查區，位於州的東南部，阿拉斯加灣北岸，東鄰加拿大育空地區。面積104,115平方公里。根據美國2000年人口普查，共有人口10,195人。由於無建制，故無治所。
區名來自分別來自瓦爾迪茲和科爾多瓦，兩者都由西班牙探險家堂·薩爾瓦多·斐達爾戈 (Don Salvador Fidalgo)在1790年命名。